# Håvard Flo
Håvard Flo (Flo, 4 augustus 1970) is een voormalig Noors betaald voetballer die speelde als aanvaller gedurende zijn carrière. Hij beëindigde zijn loopbaan in 2010 bij de Noorse club Sogndal Fotball na eerder onder meer voor Wolverhampton Wanderers en Werder Bremen te hebben gespeeld.

## Interlandcarrière
Onder leiding van bondscoach Egil "Drillo" Olsen maakte Flo zijn debuut voor het Noors voetbalelftal op 9 oktober 1996 in het WK-kwalificatieduel tegen Hongarije (3-0). Hij viel in dat duel na 64 minuten in voor Ole Gunnar Solskjær. Flo speelde in totaal 27 interlands en scoorde zeven keer voor zijn vaderland. Hij nam met Noorwegen deel aan het WK voetbal 1998 in Frankrijk, en scoorde daar in het groepsduel tegen Schotland (1-1).

## Erelijst
AGF Århus
- Beker van Denemarken

1996